# Solémia
Solémia, née en 2008, est un cheval de course appartenant à l'écurie Wertheimer & Frère, entrainée par Carlos Laffon-Parias et montée par Olivier Peslier. En 2012, elle remporte à la surprise générale le Prix de l'Arc de Triomphe.

## Carrière de course
Élevée en Irlande pour l'écurie Wertheimer, Solémia est envoyée à l'entrainement à Chantilly, chez Carlos Laffon-Parias et débute tardivement au mois d'octobre de ses 2 ans, par une modeste sixième place dans un maiden disputé sur l'hippodrome de Longchamp puis remporte le Prix Aquatinte II à Maisons-Laffitte. À 3 ans, elle peine à franchir un cap, se contentant de places et d'une victoire au niveau Listed Race, mais pour sa dernière course de l'année et sa première tentative au niveau des courses de groupe, elle obtient le premier accessit dans le Prix du Conseil de Paris. La pouliche termine donc sa saison sur la montante, si bien qu'elle reste à l'entraînement, Carlos Laffon-Parias la jugeant capable de faire mieux à 4 ans.

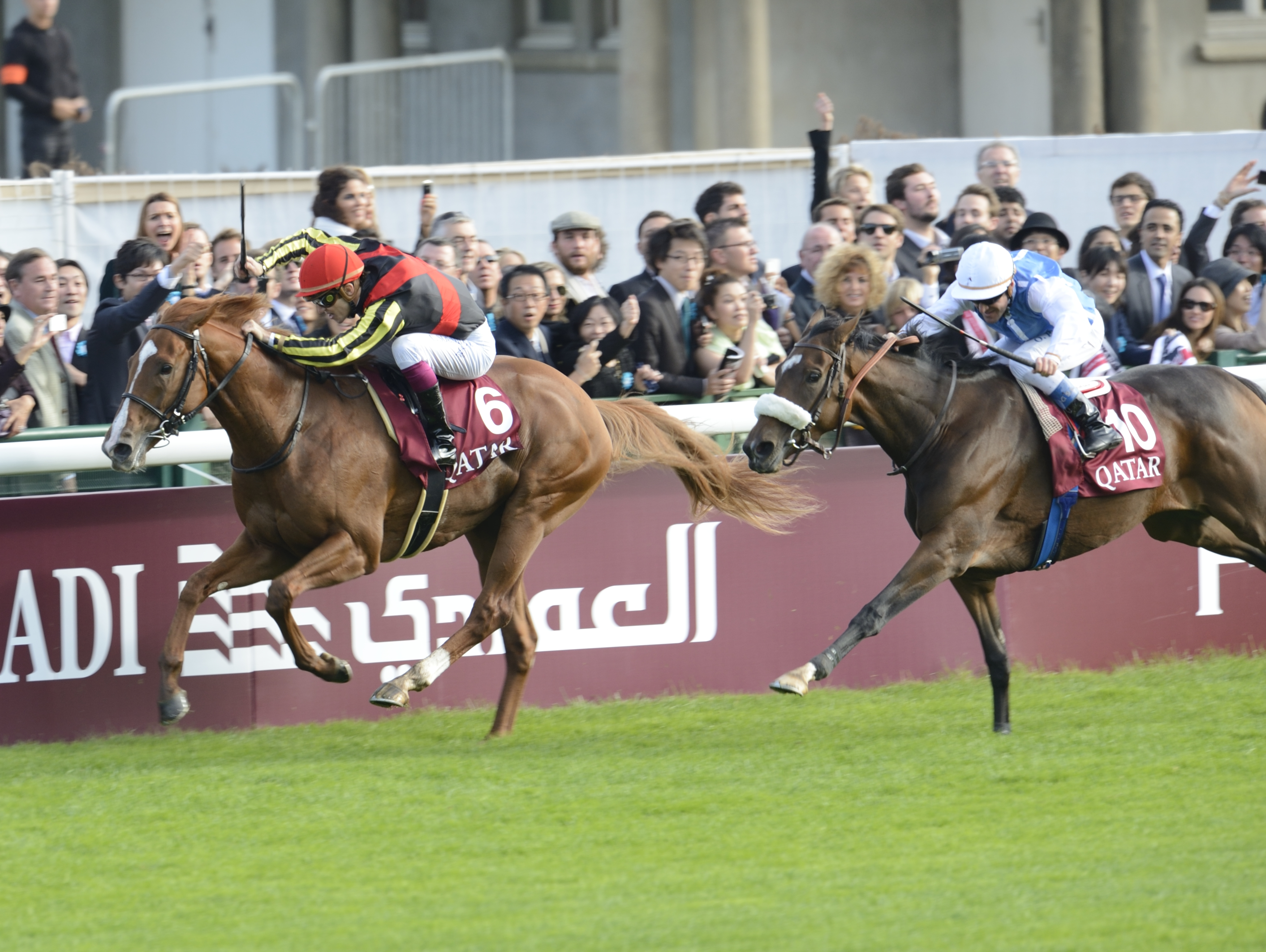
Orfevre et Solémia à l'arrivée du Prix de l'Arc de Triomphe 2012

De fait, Solémia débute bien l'année 2012, par une victoire dans une Listed, avant de prendre une deuxième place dans le Prix d'Hédouville (Gr.3) sur le tapis vert, après la rétrogradation de la jument qui l'avait devancée. Puis vient une première victoire de groupe dans le Prix Corrida, d'un nez devant l'excellente Shareta, une vraie jument de groupe 1, deuxième du Prix de l'Arc de Triomphe de Danedream l'année précédente. Mais Solémia ne confirme pas lors de sa sortie suivante, échouant à la quatrième place du Prix de Pomone pendant le meeting de Deauville. Cependant, elle s'illustre par une bonne troisième place à l'échelon supérieur, dans le Prix Vermeille remporté par Shareta.
Avec ce maigre palmarès, on imagine mal Solémia s'aligner au départ de la plus grande course du monde, le Prix de l'Arc de Triomphe. Mais après plusieurs forfaits, l'Arc 2012 s'annonce comme un cru modeste, où le Japonais Orfevre fait figure de favori devant l'Irlandais Camelot, qui a bien failli remporter la triple couronne britannique, ce qui n'est pas un mince exploit. C'est ce plateau relativement creux et la perspective d'une piste assouplie (en bonne fille du nageur Poliglote, Solémia est bien meilleure dans les terrains profonds) qui incitent Carlos Laffon-Parias à tenter sa chance. Logiquement, Solémia fait partie des gros outsiders, bien peu l'imaginant faire autre chose de la figuration. Elle s'élance à 41/1, et, à la surprise générale et au grand dam des Japonais qui voyaient le fantasque Orfevre parti pour la gloire avant de se reprendre, elle s'impose d'une encolure. Elle se voit attribuer pour sa victoire des ratings très faibles pour une lauréate d'Arc, 122 par la FIAH, à peine plus chez Timeform, 123. Solémia est l'un des rares chevaux à s'être imposé dans l'Arc sans avoir remporté auparavant une course de groupe 1, le premier depuis Sagamix en 1998.
Elle n'en gagnera d'ailleurs jamais d'autre. Pour sa dernière course, elle tente le grand voyage en allant disputer la Japan Cup, bien que les pistes japonaises ne sont pas réputées pour leur souplesse. Elle ne peut y faire que de la figuration, terminant lointaine treizième d'une course remportée par la championne Gentildonna devant Orfevre. Elle est ensuite envoyée au haras pour devenir poulinière. 

### Résumé de carrière
| Date         | Hippodrome       | Pays        | Course                    | Statut      | Distance    | Jockey       | Place       | Écart       | Vainqueur ou deuxième |
| 2010, 2 ans  | 2010, 2 ans      | 2010, 2 ans | 2010, 2 ans               | 2010, 2 ans | 2010, 2 ans | 2010, 2 ans  | 2010, 2 ans | 2010, 2 ans | 2010, 2 ans           |
| ------------ | ---------------- | ----------- | ------------------------- | ----------- | ----------- | ------------ | ----------- | ----------- | --------------------- |
| 17 octobre   | Longchamp        | France      | Prix de la Chapelle       | Inédits     | 1 800 m     | O. Peslier   | 6e / 10     |             | Carisamba             |
| 1er novembre | Maisons-Laffitte | France      | Prix Aquatinte II         | Course B    | 1 800 m     | O. Peslier   | 1er / 8     | 6           | Venise Jelois         |
| 2011, 3 ans  |                  |             |                           |             |             |              |             |             |                       |
| 19 mars      | Saint-Cloud      | France      | Prix Rose de Mai          | Listed      | 2 100 m     | O. Peslier   | 5e / 7      |             | Peace of Oasis        |
| 8 juin       | Saint-Cloud      | France      | Prix Dictaway             | Listed      | 2 400 m     | O. Peslier   | 3e / 8      |             | Miss Crissy           |
| 7 septembre  | Saint-Cloud      | France      | Prix des Tourelles        | Listed      | 2 500 m     | M. Barzalona | 2e / 11     | 3/4         | Bernières             |
| 30 septembre | Longchamp        | France      | Prix Joubert              | Listed      | 2 400 m     | O. Peslier   | 1er / 6     | enc         | Pirika                |
| 16 octobre   | Longchamp        | France      | Prix du Conseil de Paris  | Gr. 2       | 2 400 m     | M. Barzalona | 2e / 7      | enc.        | Vadamar               |
| 2012, 4 ans  |                  |             |                           |             |             |              |             |             |                       |
| 19 avril     | Longchamp        | France      | Prix Lord Seymour         | Listed      | 2 400 m     | O. Peslier   | 1er / 10    | 4           | Griraz                |
| 8 mai        | Longchamp        | France      | Prix d'Hédouville         | Gr. 3       | 2 400 m     | O. Peslier   | 2e / 7      | 3           | Allied Powers         |
| 28 mai       | Saint-Cloud      | France      | Prix Corrida              | Gr. 2       | 2 100 m     | O. Peslier   | 1er / 10    | nez         | Shareta               |
| 11 août      | Deauville        | France      | Prix de Pomone            | Gr. 2       | 2 500 m     | O. Peslier   | 4e / 9      |             | La Pomme d'Amour      |
| 16 septembre | Longchamp        | France      | Prix Vermeille            | Gr. 1       | 2 400 m     | C. Soumillon | 3e / 13     |             | Shareta               |
| 6 juin       | Longchamp        | France      | Prix de l'Arc de Triomphe | Gr. 1       | 2 400 m     | O. Peslier   | 1er / 18    | enc.        | Orfevre               |
| 25 novembre  | Tokyo            | Japon       | Japan Cup                 | Gr. 1       | 2 400 m     | O. Peslier   | 13e / 18    |             | Gentildonna           |

## Au haras
Installée au haras des frères Wertheimer, Solémia est saillie par de grands étalons, Dansili, Dubawi ou Sea The Stars. Elle est la mère de Internaute (par Intello), 2e du Prix de Barbeville (Gr.3), 3e du Prix du Lys (Gr.3).

## Origines
Solémia est une fille de Poliglote, vainqueur pour l'écurie Wertheimer du Critérium de Saint-Cloud et deuxième du Prix du Jockey-Club, qui est surtout connu pour ses qualités de reproducteurs de chevaux d'obstacles. Elle est cependant issue d'une bonne famille maternelle. Sa mère, Brooklyn's Dance, ne manquait pas de talent, gagnante du Prix Cléopâtre (Gr.3) et deuxième d'un Prix de Royallieu à son époque labellisé groupe 2. Brooklyn's Dance a remarquablement tracé au haras, puisqu'on lui doit également :
- Prospect Park (Sadler's Wells) : La Coupe de Maisons-Laffitte (Gr.3), Prix du Lys (Gr.3). 2e Prix du Jockey-Club, Prix Hocquart, Prix Niel. 3e Prix de Condé.
- Prospect Wells (Sadler's Wells) : Prix Greffulhe. 2e Grand Prix de Paris.
- Brooklyn's Storm (Storm Cat), mère de 
  - Pollara (Camelot) : Prix de Royaumont (Gr.3)
  - Stormina (Gulch) : 3e Prix de Sandringham, mère de
    - Silasol (Monsun) : Prix Marcel Boussac, Prix Saint-Alary. 2e Prix Vanteaux. 3e Prix de Diane.

### Pedigree
| Origines de Solemia (IRE), jument baie, 2008 | Origines de Solemia (IRE), jument baie, 2008 | Origines de Solemia (IRE), jument baie, 2008 | Origines de Solemia (IRE), jument baie, 2008 |
| -------------------------------------------- | -------------------------------------------- | -------------------------------------------- | -------------------------------------------- |
| Père Poliglote 1992                          | Sadler's Wells 1981                          | Northern Dancer                              | Nearctic                                     |
| Père Poliglote 1992                          | Sadler's Wells 1981                          | Northern Dancer                              | Natalma                                      |
| Père Poliglote 1992                          | Sadler's Wells 1981                          | Fairy Bridge                                 | Bold Reason                                  |
| Père Poliglote 1992                          | Sadler's Wells 1981                          | Fairy Bridge                                 | Special                                      |
| Père Poliglote 1992                          | Alexandrie 1980                              | Val de l'Orne                                | Val de Loir                                  |
| Père Poliglote 1992                          | Alexandrie 1980                              | Val de l'Orne                                | Aglae                                        |
| Père Poliglote 1992                          | Alexandrie 1980                              | Apache                                       | Sir Gaylord                                  |
| Père Poliglote 1992                          | Alexandrie 1980                              | Apache                                       | Americaine                                   |
| Mère Brooklyn's Dance 1988                   | Shirley Heights 1975                         | Mill Reef                                    | Never Bend                                   |
| Mère Brooklyn's Dance 1988                   | Shirley Heights 1975                         | Mill Reef                                    | Milan Mill                                   |
| Mère Brooklyn's Dance 1988                   | Shirley Heights 1975                         | Hardiemma                                    | Hardicanute                                  |
| Mère Brooklyn's Dance 1988                   | Shirley Heights 1975                         | Hardiemma                                    | Grand Cross                                  |
| Mère Brooklyn's Dance 1988                   | Vallee Dansante 1981                         | Lyphard                                      | Northern Dancer                              |
| Mère Brooklyn's Dance 1988                   | Vallee Dansante 1981                         | Lyphard                                      | Goofed                                       |
| Mère Brooklyn's Dance 1988                   | Vallee Dansante 1981                         | Green Valley                                 | Val de Loir                                  |
| Mère Brooklyn's Dance 1988                   | Vallee Dansante 1981                         | Green Valley                                 | Sly Pola (Famille 16-c)                      |